# Fédération Mondiale du Jeu de Dames
De Fédération Mondiale du Jeu de Dames (FMJD) is de overkoepelende bond van nationale dambonden. De bond is op 16 september 1947 door de dambonden van België, Frankrijk, Nederland en Zwitserland opgericht in Parijs. Hij organiseerde in 1948 het eerste officiële Wereldkampioenschap dammen. In de loop der jaren ging de bond ook wedstrijden organiseren voor vrouwen, jeugdspelers en landenteams (olympiades). De FMJD is lid van de internationale denksportbond (IMSA) en via IMSA van de wereldbond van internationale sportfederaties (GAISF).

## FMJD-meester
De titel FMJD-meester wordt in de damsport toegekend door de Fédération Mondiale du Jeu de Dames. De titel kan door een enkele prestatie worden verkregen, bijvoorbeeld een klassering op plaats 7, 8 en 9 in een wereldkampioenschap of Europees kampioenschap met minstens 20 deelnemers. De nummers 1, 2 en 3 van een WK junioren of EK junioren en de wereld- en Europese aspirantenkampioen worden ook tot FMJD-meester benoemd.
Het is ook mogelijk om de titel te verkrijgen door het behalen van enkele FMJD-meesternormen die samen minimaal 30 partijen omvatten, waarbij zowel de (in categorieën ingedeelde) toernooien als de (in een tabel te toetsen) prestaties van de speler aan een aantal voorwaarden moeten voldoen. De speler moet daarin onder andere tegen minstens drie FMJD-meesters hebben gespeeld.

## Voorzitters
- 1947-1968: J. H. Willems, Nederland[3]
- 1968-1975: Beppino Rizzi, Italië
- 1975-1978: Huib van de Vreugde, Nederland
- 1978-1980: Piet Roozenburg, Nederland
- 1980-1984: Wim Jurg, Nederland
- 1984-1985: Vadim Bairamov, Sovjet-Unie
- 1985-1986: Piet Roozenburg, Nederland (interim)
- 1986-1990: Piet Roozenburg, Nederland
- 1990-1991: Vadim Bairamov, Sovjet-Unie
- 1991-1992: Ber ten Haaf, Nederland
- 1992: Gaetano Mazzilli, Italië (interim)
- 1992-2003: Wouter van Beek, Nederland[4]
- 2003-2005: Ivan Shovkoplias, Oekraïne
- 2005-2009: Vladimir Ptitsyn, Rusland
- 2009-2017: Harry Otten, Nederland[4]
- 2017-2021: Janek Mäggi, Estland
- 2021- : Jacek Pawlicki, Polen